# Історія монорейкового транспорту
Термін "монорейка" або "промислова монорейка" використовується для опису будь-якої кількості транспортних систем, в яких крісло або вагончик підвішений до повітряної рейкової конструкції або рухається по ній. На відміну від добре відомої дворейкової системи, існує багато варіантів рейкового транспорту, які були описані як монорельсові, так що відстеження історії представляє проблему розмежування щодо того, що слід включати, а що слід виключити.
Загальноприйнятим є визначення монорельсової дороги як будь-якого рейкового транспортного засобу, який не використовує конусну дію звичайних рейкових доріг для досягнення стабільності напрямку руху. Це виключає рейкові та фунікулерні дороги. Іншим загальноприйнятим правилом є те, що напрямна або колія повинна бути вужчою, ніж вагон/транспортний засіб. Підняті, підтримувані, кабельні системи, такі як Cable Liner і MiniMetro, як правило, не вважаються монорельсовими.
Враховуючи закономірності розвитку звичайних залізниць, в різні часи були актуальними різні критерії та показники ефективності, а також пропонувалися альтернативні проектні рішення. Тому монорельсові дороги початку 19 століття мало схожі на сучасні конструкції, і були оптимізовані для різних експлуатаційних цілей, в рамках різних технологічних обмежень.

## Ранні розробки

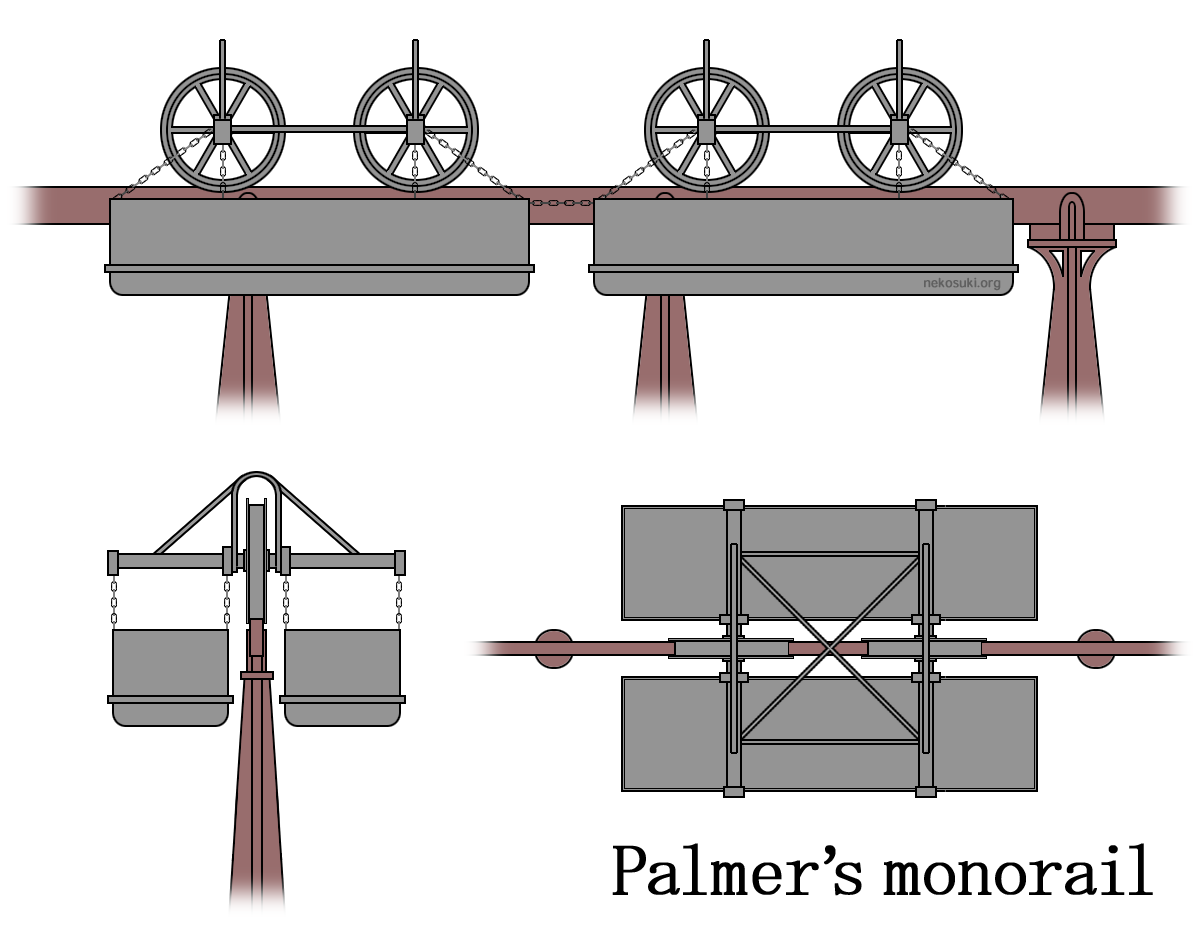
Монорельс Палмера.

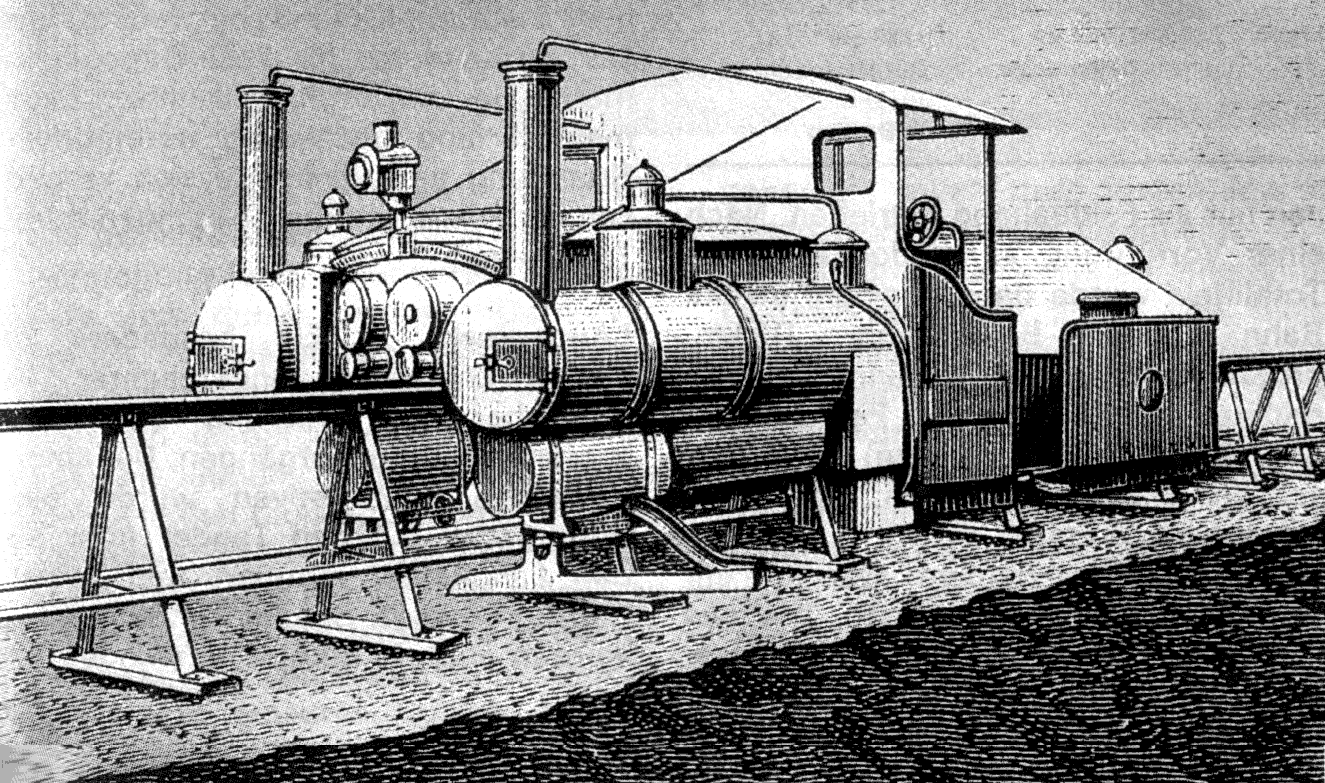
Монорельсова залізниця Лартіг

Найперший патент на транспортний засіб, призначений для руху по одній рейці, можна віднести до патенту Великобританії № 4618 від 22 листопада 1821 року. Винахідником був Генрі Робінсон Палмер, який описав його як «єдину лінію рейки, що підтримується на такій висоті від землі, щоб центр ваги вагонів знаходився нижче верхньої поверхні рейки». Транспортні засоби розташовувалися на рейках, скоріше як пара кошиків на мулі. Рушійною силою слугувала кінна тяга. Лінія була побудована в 1824 році в Дептфордській верфі в Лондоні, а в 1825 році ще одна лінія була побудована в Чешунті, Хартфордшир. Ця лінія, що отримала назву Чешунтська залізниця, увійшла в історію як перша в світі монорейкова дорога, що перевозила пасажирів, і перша залізнична лінія, відкрита в Хартфордширі. У 1826 році була створена компанія для будівництва лінії між Барменом та Ельберфельдом у Німеччині, але будівництво так і не розпочалося.
Протягом 19 століття конструкція Палмера вдосконалювалася, з додаванням стабілізуючих коліс та додаткових рейок (що призвело до неправильної назви «монорейкова залізниця»). У 1829 році Максвелл Дік ввів «запобіжні рейки» під ходовими рейками, щоб зменшити ймовірність сходу з рейок. Він також сформулював основну перевагу цього класу транспортних засобів: «стовпи або опори можуть бути різної висоти, як того вимагають обставини країни». Іншими словами, система була краще пристосована для перетину пересіченої місцевості.
У 1868 році Вільям Торольд (William Thorold M.I.C.E.) представив роботу, в якій запропонував монорельсову систему, яку можна було б будувати на рівні землі на дорогах або вздовж них. За описаним ним принципом в Індії були побудовані монорейкова залізниця в штаті Патіала та залізниця в долині Кундала.
У 1869 році Джей Хаддон побудував монорельсову дорогу в Сирії, щоб замінити гужовий транспорт, який використовувався у військових цілях. Вона мала бічні напрямні рейки, але по суті являла собою конструкцію з піддонами, яку тягнув локомотив з подвійними вертикальними паровими котлами.
Генерал ЛеРой Стоун продемонстрував у 1876 році свою монорельсову дорогу для перевезення пасажирів Centennial Monorail, але не зміг використати цю концепцію також на монорельсовій дорозі Бредфорд і Фостер Брук, і вона була закрита лише через рік через смертельний вибух котла в 1879 році. Близько 1879 року Джозеф Стрінгфеллоу розробив подібну «однорейкову» систему для можливого використання «дешевою залізницею» в Австралії.
До кінця 19 століття основними прихильниками монорельсової залізниці були Чарльз Лартіг і Ф. Б. Бер. Лартіг побудував монорельсові дороги Палмера в Алжирі для перевезення трави еспарто, щоб замінити мулів і верблюдів, хоча рушійна сила записана як «тварина». Він також демонстрував свої ідеї в Парижі (1884), Вестмінстері (1886), Турі (1889), Санкт-Петербурзі (1894), Лонг-Айленді (1894) і Брюсселі (1897). Бер запропонував високошвидкісну монорельсову дорогу між Ліверпулем і Манчестером, але будівництво так і не розпочалося через брак фінансової підтримки.
Найвідомішою монорельсовою дорогою Лартіга була залізниця Лістовел і Баллібуніон в Ірландії, яка експлуатувалася з 1888 по 1924 рік. Частина цієї залізниці збереглася як заповідник і туристичний об'єкт.
Останній проект Лартіга був побудований в 1924 році між магнієвою шахтою в Кристал Хіллз, приблизно в 100 милях на північ від Лос-Анджелеса, і залізничною станцією в Троні, штат Каліфорнія. Вона використовувала бензинові локомотиви, а рейки були встановлені на дерев'яних А-подібних рамах.

## Підвісні та велосипедні залізниці

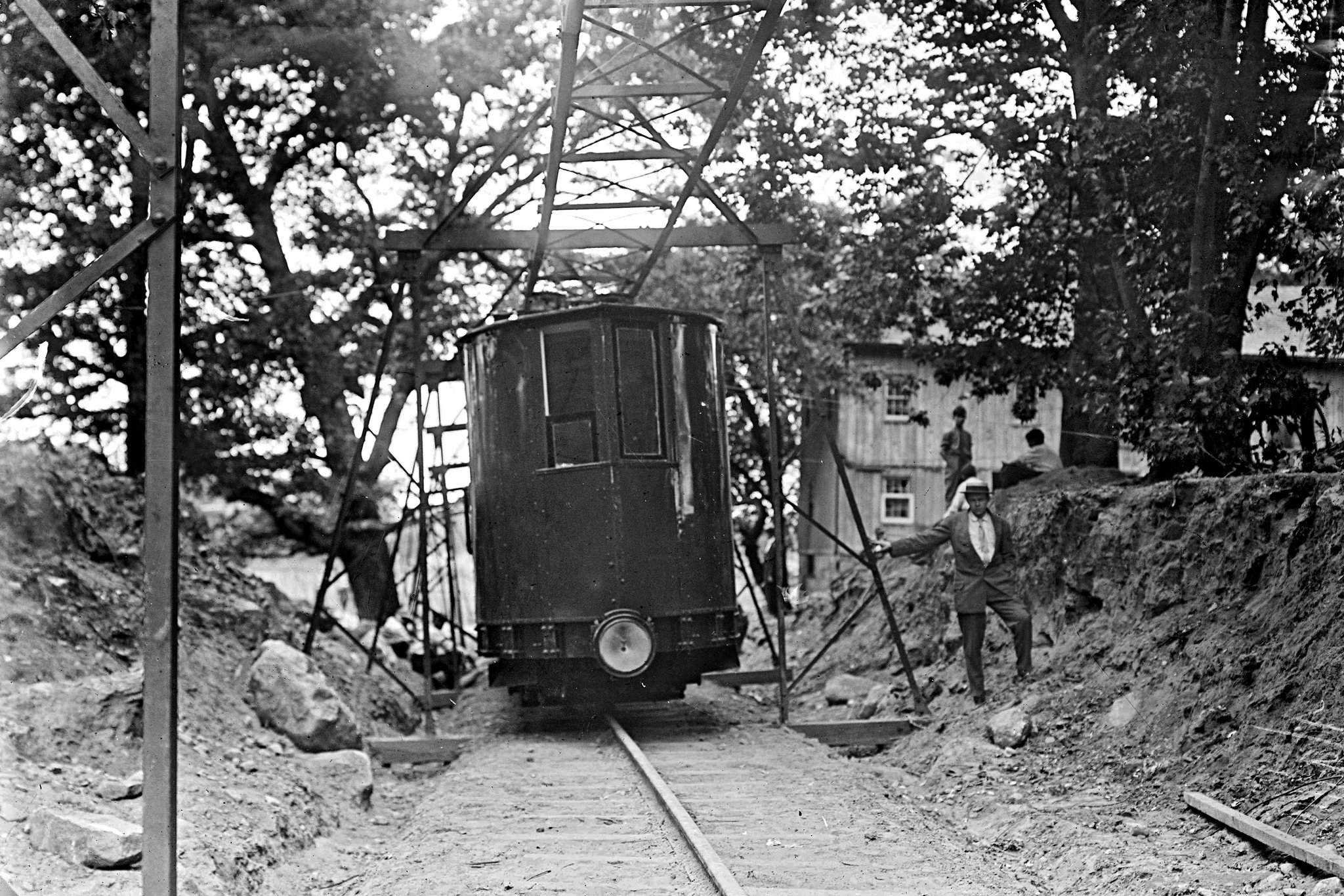
Залізниця Пелхем-Парк і Сіті-Айленд, як вважають, бл. 1910 р.

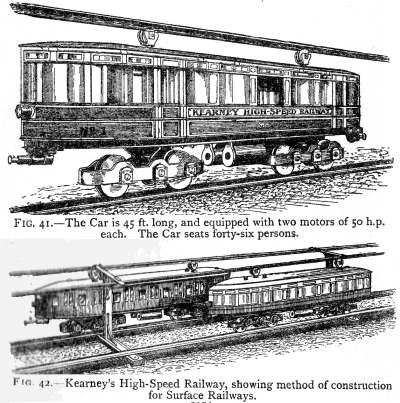
Високошвидкісна залізниця Керні

У 1886 році компанія Enos Electric Company продемонструвала підвісну монорельсову залізницю на території компанії Daft Electric Light Company в Грінвіллі в Джерсі-Сіті, штат Нью-Джерсі, яка за своїм зовнішнім виглядом була ближчою до більш сучасних монорейкових доріг, але найвідомішою підвісною монорельсовою дорогою цієї епохи стала "Швебебан", або плаваюча залізниця, у Вупперталі, яка була введена в експлуатацію в 1901 році і до цих пір знаходиться в щоденному користуванні.
Вуппертальська монорельсова залізниця прокладена по долині річки Вуппер, де звичайна залізниця є недоцільною. Підвісна монорейка, як і монорейка Палмер, є потенційно кращим рішенням для пересіченої та гірської місцевості, але оскільки більша частина траси проходить по більш сприятливій території, вона лише в рідкісних випадках пропонує краще рішення в цілому. Короткі ділянки в гірській місцевості, такі як система, побудована для компанії Ria Copper Co. компанією Siemens в Піренеях, схоже, є нішею для цього типу монорельсових доріг. У цьому конкретному прикладі використовувалася форма рекуперативного гальмування, так що електроенергії, виробленої повними вагонетками, що спускалися, було достатньо для того, щоб вивезти порожні вагонетки назад на гору.
У 1890 році на Лонг-Айленді була побудована Бойнтонська велосипедна залізниця. Ця залізниця, спроектована Хосе Рамоном Вільялоном, який згодом стане одним з найвидатніших державних діячів Куби, проходила по одній рейці на рівні землі, але з верхньою стабілізуючою рейкою, що приводилася в рух парою горизонтально розташованих коліс. Залізниця пропрацювала лише два роки, але її конструкція була прийнята в інших місцях.
У 1908 році Елфрік Уеллс Чалмерс Керні (1881-1960) спроектував монорейку з верхньою стабілізуючою рейкою і підпружиненими вертикальними стабілізуючими колесами, але хоча вагон і був побудований, він так і не вийшов в експлуатацію.
У 1910-1914 роках монорейкова система, спроектована Говардом Тунісом, експлуатувалася на залізниці Пелхем-Парк і Сіті-Айленд у Бронксі, Нью-Йорк. Під час першого ж рейсу монорейки вагон, за кермом якого знаходився винахідник, зісковзнув з опорної нижньої рейки. Хоча деякі нью-йоркські газети помилково повідомили, що ця аварія стала великою катастрофою, це не так, і лише один пасажир вагону отримав незначну травму. Вагон був швидко відремонтований і монорельс безпечно працював на регулярній основі з 1911 до 1917 року, коли був демонтований військовими на початку Першої світової війни, оскільки термінал біля Сіті-Айленду був реквізований. Підвісна монорейкова дорога з пропелерним приводом, що поєднувала швидкість літака з безпекою і надійністю залізниць, була сконструйована Джорджем Бенні в 1926 році і названа "рейковим літаком Бенні". Демонстраційний зразок був побудований поблизу Глазго в 1929 році, але система не отримала подальшого розвитку у Великобританії.
Росія працювала над системою, подібною до рельсоплану Бенні, в 1930-х роках і навіть планувала прокласти 332-мильну лінію через Туркестан з максимальною швидкістю 180 миль/год. Їхня система була унікальною тим, що вона мала два вагони, підвішені поруч на одній рейці, і могла фактично з'їжджати з рейки і перетинати річки як амфібія, а потім на іншому боці знову встановлюватись на рейку. І поки елементи цієї системи випробовувалися в Москві, російський уряд замість цього побудував звичайну залізничну систему.

## Гіроскопічна залізниця
Мабуть, єдиним справжнім монорельсом був гіромобіль, розроблений незалежно один від одного Луїсом Бреннаном, Августом Шерлом і Петром Шиловським. Це був справжній одноколійний поїзд, який використовував систему балансування на основі гіроскопа, щоб залишатися у вертикальному положенні. Всі вони продемонстрували повномасштабні прототипи, але розробка була фактично зупинена Першою світовою війною. Проект Бреннана серйозно розглядався для північно-західного кордону Індії, і в 1921 році уряд СРСР запропонував монорельсову дорогу Шиловського між Ленінградом і Царським Селом. Кошти закінчилися незабаром після початку будівництва.
На початку 1930-х років у Нью-Йорку розглядали можливість створення монорельсової системи, яка стала б першою в США.
У 2018 році проект гіроскопічного вагона посів перше місце на конкурсі German Mobility Award. У 2020 році розробники отримали державне фінансування у розмірі 3,6 млн євро на розробку прототипу, і очікується, що випробування можуть розпочатися у 2022 році. Транспортні засоби будуть призначені для роботи на існуючих, але покинутих залізничних лініях, проїжджаючи один повз одного по існуючих рейках.
Еволюція монорейки "колесо на сталі
Вищезгадані транспортні засоби (за винятком монорельсової дороги у Вупперталі, яка все ще експлуатується) зараз є трохи більше, ніж історичними цікавинками. Перевага монорейки в перетині пересіченої гірської місцевості була актуальною для часів розширення залізничних мереж по цілинній території, і в більшості випадків звичайна залізниця виявилася більш прийнятним рішенням, за винятком кількох ніш. Довжина монорейкових колій рідко перевищувала 60 миль, а зазвичай була значно коротшою. Автомобільний транспорт остаточно витіснив монорельсову дорогу з її небагатьох нішевих застосувань.
Колесо на сталі характеризувало монорельсові дороги цієї ранньої епохи, так само як і звичайні залізниці, хоча деякі велосипедні залізниці могли реагувати на стабілізуючу рейку для збільшення зчеплення, покращення прискорення, гальмування та підйому на пагорб.

## Сучасна епоха: перехресні балки
Розвиток автомобільних технологій призвів до появи нового класу монорейкових доріг, який мало чим зобов'язаний роботі Палмера і Лартіга. Ці транспортні засоби підвішуються до бетонних балок або перекривають їх, і використовують пневматичні шини для поліпшення зчеплення і зниження шуму в порівнянні з колесами на сталі. Вони мають більше спільного з керованими автобусами, ніж зі звичайними залізницями. Балка є менш нав'язливою, ніж підвісна дорога або залізниця, і сучасні конструкції можуть зайняти свою нішу у вирішенні проблем смуги відводу в перевантажених міських центрах, за менших витрат у порівнянні з прокладанням тунелів.

## Покилання
- Listowel and Ballybunion Railway

| Автошлях | Це незавершена стаття про транспорт. Ви можете допомогти проєкту, виправивши або дописавши її. |